# Peking Express
Peking Express est une émission de télévision néerlando-flamande, adaptée et diffusée dans plusieurs pays depuis 2004. Elle est très similaire à l'émission américaine The Amazing Race, diffusée depuis 2001.

## Format
Dans Peking Express, huit couples voyagent en auto-stop à travers un certain nombre de pays. Les candidats sont principalement dépendants les uns des autres et de la population.
Les candidats doivent se dépêcher d’arriver à différentes étapes pour éviter d’être éliminés, le dernier couple arrivant à chaque étape doit abandonner et quitter le jeu.
Au cours des différentes étapes, les candidats peuvent gagner des amulettes, une avance dans la course ou un coffre-fort pour ne pas quitter le jeu. Ces prix peuvent être gagnés sur des missions qui correspondent toujours au pays visité.
Le couple qui atteint la dernière place remporte d'abord la partie et le montant d'argent qu'il a gagné. Ce montant dépend du nombre d'amulettes gagnées par le couple pendant la partie. Chaque amulette vaut 10 000 euros.

## Adaptations
| Nom               | Pays                              | Présentation                               | Parcours                                         | Pays             | Chaîne             | Chaîne             |
| ----------------- | --------------------------------- | ------------------------------------------ | ------------------------------------------------ | ---------------- | ------------------ | ------------------ |
| Peking Express    | Pays-Bas Belgique                 | Ernst-Paul Hasselbach                      | 2004 : Moscou - Pékin                            |                  | Net5               | VT4                |
| Peking Express    | Pays-Bas Belgique                 | Art Rooijakkers Roos Van Acker             |                                                  |                  | Net5               | VT4                |
| Peking Express    | Pays-Bas Belgique                 | 2005 : Pékin - Bombay                      | Drapeau du Népal                                 |                  | Net5               | VT4                |
| Peking Express    | Pays-Bas Belgique                 | 2006 : Delta du Mékong - Lhassa            |                                                  |                  | Net5               | VT4                |
| Peking Express    | Pays-Bas Belgique                 | 2006 : Gangotri - Kochi                    |                                                  |                  | Net5               | VT4                |
| Peking Express    | Pays-Bas Belgique                 | 2007 : Rio de Janeiro - Lima               |                                                  |                  | Net5               | VT4                |
| Peking Express    | Pays-Bas Belgique                 | 2008 : Mexico - Caracas                    |                                                  |                  | Net5               | VT4                |
| Peking Express    | Pays-Bas Belgique                 | Sol Wortelboer                             | 2012 : Séoul - Manille                           |                  | Net5               |                    |
| Peking Express    | Pays-Bas Belgique                 | Sean Dhondt Rik van de Westelaken          | 2017 : Ha Long - Angkor                          |                  | Net5               | Q2                 |
| Peking Express    | Allemagne                         | Patrice Bouédibéla Roberta Brandao         | 2005 : Moscou - Pékin                            |                  | RTL TV             | RTL TV             |
| Star Race         | Allemagne                         | Patrice Bouédibéla Roberta Brandao         | 2012 : Bolinao - Manille                         |                  |                    |                    |
| Pékin Express     | France Belgique Luxembourg Suisse | Stéphane Rotenberg                         | 2006 : Paris - Pékin                             |                  | M6 Club RTL        | M6 Club RTL        |
| Pékin Express     | France Belgique Luxembourg Suisse | Stéphane Rotenberg                         | 2007 : Pékin - Bombay                            | Drapeau du Népal | M6 Club RTL        | M6 Club RTL        |
| Pékin Express     | France Belgique Luxembourg Suisse | Stéphane Rotenberg                         | 2008 : Rio de Janeiro - Lima                     |                  | M6 Club RTL        | M6 Club RTL        |
| Pékin Express     | France Belgique Luxembourg Suisse | Stéphane Rotenberg                         | 2009 : Baie d'Along - Bali                       |                  | M6 Club RTL        | M6 Club RTL        |
| Pékin Express     | France Belgique Luxembourg Suisse | Stéphane Rotenberg                         | 2010 : Ligne équinoxiale de l'Équateur - Ushuaia |                  | M6 Club RTL        | M6 Club RTL        |
| Pékin Express     | France Belgique Luxembourg Suisse | Stéphane Rotenberg                         | 2010 : Bahtwari - Pondichéry                     |                  | M6 Club RTL        | M6 Club RTL        |
| Pékin Express     | France Belgique Luxembourg Suisse | Stéphane Rotenberg                         | 2011 : Pyramides de Gizeh - Le Cap               |                  | M6 Club RTL        | M6 Club RTL        |
| Pékin Express     | France Belgique Luxembourg Suisse | Stéphane Rotenberg                         | 2012 : Séoul - Sydney                            |                  | M6 Club RTL        | M6 Club RTL        |
| Pékin Express     | France Belgique Luxembourg Suisse | Stéphane Rotenberg                         | 2013 : La Havane - Miami                         |                  | M6 Club RTL        | M6 Club RTL        |
| Pékin Express     | France Belgique Luxembourg Suisse | Stéphane Rotenberg                         | 2014 : Man Lawae - Colombo                       |                  | M6 Club RTL        | M6 Club RTL        |
| Pékin Express     | France Belgique Luxembourg Suisse | Stéphane Rotenberg                         | 2018 : Kuching - Tokyo                           |                  | M6 Club RTL        | M6 Club RTL        |
| Pékin Express     | France Belgique Luxembourg Suisse | Stéphane Rotenberg                         | 2019 : Lac Atitlàn - Bogota                      |                  | M6 Club RTL        | M6 Club RTL        |
| Pékin Express     | France Belgique Luxembourg Suisse | Stéphane Rotenberg                         | 2020 : Moscou - Pékin                            |                  | M6 Club RTL        | M6 Club RTL        |
| Pékin Express     | France Belgique Luxembourg Suisse | Stéphane Rotenberg                         | 2021 : Entebbe - Istanbul                        |                  | M6 Club RTL        | M6 Club RTL        |
| Pékin Express     | France Belgique Luxembourg Suisse | Stéphane Rotenberg                         | 2022 : Lac Son Koul - Dubaï                      |                  | M6 Club RTL        | M6 Club RTL        |
| Pékin Express     | France Belgique Luxembourg Suisse | Stéphane Rotenberg                         | 2022 : Trinquemalay - Colombo                    |                  | M6 Club RTL        | M6 Club RTL        |
| Pékin Express     | France Belgique Luxembourg Suisse | Stéphane Rotenberg                         | 2023 : Lac Titicaca - Rio de Janeiro             |                  | M6 Club RTL        | M6 Club RTL        |
| Pékin Express     | France Belgique Luxembourg Suisse | Stéphane Rotenberg                         | 2024 : Bali - Hanoï                              |                  | M6 Club RTL        | M6 Club RTL        |
| Pékin Express     | France Belgique Luxembourg Suisse | Stéphane Rotenberg                         | 2024 : Agra - Delhi                              |                  | M6 Club RTL        | M6 Club RTL        |
| Pékin Express     | France Belgique Luxembourg Suisse | Stéphane Rotenberg                         | 2025 : Kilimandjaro - Johannesbourg              |                  | M6 Club RTL        | M6 Club RTL        |
| Pékin Express     | France Belgique Luxembourg Suisse | Stéphane Rotenberg                         | 2025 : Chymkent - Astana                         |                  | M6 Club RTL        | M6 Club RTL        |
| Peking Express    | Danemark Suède Norvège            | -                                          | 2007 : Moscou - Pékin                            |                  | TVNorge Kanal 5    | TVNorge Kanal 5    |
| Pekín Express     | Espagne                           | Paula Vázquez                              | 2008 : Moscou - Pékin                            |                  | Cuatro             | Cuatro             |
| Pekín Express     | Espagne                           | Raquel Sánchez Silva                       | 2009 : Pékin - Bombay                            | Drapeau du Népal | Cuatro             | Cuatro             |
| Pekín Express     | Espagne                           | Raquel Sánchez Silva                       | 2010 : Hanoi - Bali                              |                  | Cuatro             | Cuatro             |
| Pekín Express     | Espagne                           | Jesús Vázquez                              | 2011 : Vallée du Rift - Le Cap                   |                  | Cuatro             | Cuatro             |
| Pekín Express     | Espagne                           | Cristina Pedroche                          | 2015 : Mandalay - Singapour                      |                  | Antena 3           | Antena 3           |
| Pekín Express     | Espagne                           | Cristina Pedroche                          | 2016 : Anuradhapura - Bombay                     |                  | La Sexta           | La Sexta           |
| Pekín Express     | Espagne                           | Miguel Ángel Muñoz                         | 2024 : Hanoi - Angkor                            |                  | Max                | Max                |
| Dakar Fès Express | Maroc                             | Hicham Mesrar                              | 2011 : Dakar - Fez                               |                  | 2M                 | 2M                 |
| Dakar Fès Express | Maroc                             | Hicham Mesrar                              | 2012 : Sulawesi - Manado                         |                  | 2M                 | 2M                 |
| A Grande Aventura | Portugal                          | Fernanada Serrano                          | 2012 : Manado Tua - Manado                       |                  | TVI                | TVI                |
| Pékin Express     | Belgique                          | Michel De Maegd                            | 2012 : Wori - Manado                             |                  | RTL-TVI            | RTL-TVI            |
| Pechino Express   | Italie                            | Emmanuel-Philibert de Savoie               | 2012 : Haridwar - Pékin                          | Drapeau du Népal | Rai 2              | Rai 2              |
| Pechino Express   | Italie                            | Costantino della Gherardesca               | 2013 : Hanoï - Bangkok                           |                  | Rai 2              | Rai 2              |
| Pechino Express   | Italie                            | Costantino della Gherardesca               | 2014 : Mandalay - Bali                           |                  | Rai 2              | Rai 2              |
| Pechino Express   | Italie                            | Costantino della Gherardesca               | 2015 : Quito - Rio de Janeiro                    |                  | Rai 2              | Rai 2              |
| Pechino Express   | Italie                            | Costantino della Gherardesca               | 2016 : Bogota - Mexico                           |                  | Rai 2              | Rai 2              |
| Pechino Express   | Italie                            | Costantino della Gherardesca               | 2017 : Pagbilao - Tokyo                          |                  | Rai 2              | Rai 2              |
| Pechino Express   | Italie                            | Costantino della Gherardesca               | 2018 : Tanger - Le Cap                           |                  | Rai 2              | Rai 2              |
| Pechino Express   | Italie                            | Costantino della Gherardesca               | 2020 : Ko Phra Thong - Séoul                     |                  | Rai 2              | Rai 2              |
| Pechino Express   | Italie                            | Costantino della Gherardesca Enzo Miccio   | 2022 : Uçhisar - Dubaï                           |                  | Sky Uno TV8        | Sky Uno TV8        |
| Pechino Express   | Italie                            | Costantino della Gherardesca Enzo Miccio   | 2023 : Mumbai - Angkor                           |                  | Sky Uno TV8        | Sky Uno TV8        |
| Pechino Express   | Italie                            | Costantino della Gherardesca Enzo Miccio   | 2024 : Tam Cốc - Sigiriya                        |                  | Sky Uno TV8        | Sky Uno TV8        |
| Pechino Express   | Italie                            | Costantino della Gherardesca Enzo Miccio   | 2025 : El Nido - Katmandou                       | Drapeau du Népal | Sky Uno TV8        | Sky Uno TV8        |
| Asia Express      | Colombie                          | Iván Lalinde                               | 2016 : Hải Dương - Bangkok                       |                  | Caracol Televisión | Caracol Televisión |
| Abandonados: Asia | Mexique                           | Paola Nuñez                                | 2016 : Hải Dương - Bangkok                       |                  | Azteca 7           | Azteca 7           |
| Abandonados: Asia | Mexique                           | Paola Nuñez                                | 2024 : Chiang Rai - Kuala Lumpur                 |                  | Azteca 7           | Azteca 7           |
| Azja Express      | Pologne                           | Agnieszka Woźniak-Starak                   | 2016 : Hải Dương - Bangkok                       |                  | TVN                | TVN                |
| Azja Express      | Pologne                           | Agnieszka Woźniak-Starak                   | 2017 : Sigirîya - Bombay                         |                  | TVN                | TVN                |
| Ameryka Express   | Pologne                           | Agnieszka Woźniak-Starak                   | 2018 : Quito - Cuzco                             |                  | TVN                | TVN                |
| Ameryka Express   | Pologne                           | Daria Ładocha                              | 2020 : Antigua Guatemala - Carthagène des Indes  |                  | TVN                | TVN                |
| Azja Express      | Pologne                           | Daria Ładocha                              | 2023 : Istanbul - Tachkent                       |                  | TVN                | TVN                |
| Azja Express      | Pologne                           | Daria Ładocha                              | 2024 : Philippines - Taipei                      |                  | TVN                | TVN                |
| Ázsia Expressz    | Hongrie                           | Ördög Nóra                                 | 2017 : Hải Dương - Bangkok                       |                  | TV2                | TV2                |
| Ázsia Expressz    | Hongrie                           | Ördög Nóra                                 | 2019 : Negombo - Chiang Mai                      |                  | TV2                | TV2                |
| Ázsia Expressz    | Hongrie                           | Ördög Nóra                                 | 2022 : Aqaba - Tashkent                          |                  | TV2                | TV2                |
| Ázsia Expressz    | Hongrie                           | Ördög Nóra                                 | 2023 : Santiago de Querétaro - Antigua Guatemala |                  | TV2                | TV2                |
| Ázsia Expressz    | Hongrie                           | Ördög Nóra                                 | 2024 : Lucena - Taipei                           |                  | TV2                | TV2                |
| Ázsia Expressz    | Hongrie                           | Ördög Nóra                                 | 2025 : -                                         |                  | TV2                | TV2                |
| Asia Express      | Roumanie                          | Gina Pistol Marius Damian                  | 2018 : Hải Dương - Bangkok                       |                  | Antena 1           | Antena 1           |
| Asia Express      | Roumanie                          | Gina Pistol Liviu Vârciu Andrei Ștefănescu | 2019 : Negombo - Bombay                          |                  | Antena 1           | Antena 1           |
| Asia Express      | Roumanie                          | Gina Pistol Ionuț Dongo Marius Damian      | 2020 : Lucena - Taipei                           |                  | Antena 1           | Antena 1           |
| Asia Express      | Roumanie                          | Irina Fodor Ionuț Dongo Marius Damian      | 2021 : Edirne - Jerusalem                        |                  | Antena 1           | Antena 1           |
| America Express   | Roumanie                          | Irina Fodor Ionuț Dongo Marius Damian      | 2023 : Querétaro - Carthagène des Indes          |                  | Antena 1           | Antena 1           |
| America Express   | Roumanie                          | Irina Fodor Ionuț Dongo Marius Damian      | 2023 : Medellín - Buenos Aires                   |                  | Antena 1           | Antena 1           |
| Asia Express      | Roumanie                          | Irina Fodor Ionuț Dongo Marius Damian      | 2024 : Chiang Rai - Bali                         |                  | Antena 1           | Antena 1           |
| Asia Express      | Roumanie                          | Irina Fodor Ionuț Dongo Marius Damian      | 2025 : Lepazgi - Séoul                           |                  | Antena 1           | Antena 1           |
| Asia Express      | Grèce                             | Petros Polychronidis                       | 2022 : Angkor - Bangkok                          |                  | Star Channel       | Star Channel       |
| פקין אקספרס       | Israël                            | Oz Zehavi                                  | 2024 : Angkor - Bangkok                          |                  | Channel 13         | Channel 13         |